# مشاري القحطاني (لاعب كرة قدم مواليد 2000)
مشاري حمد القحطاني (مواليد 4 مايو 2000) ، لاعب كرة قدم سعودي يلعب كظهير أيمن في نادي الروضة.

## مسيرة اللاعب
لعب في نادي الشباب في الفئات السنية و لعب بعدها مع نادي الشعلة ونادي السد والنادي العربي ونادي الروضة.